# Jelena Antonowa (biegaczka narciarska)
Jelena Wjaczesławowna Antonowa z domu Wołodina (ros. Елена Вячеславовна Антонова, z domu Володина; ur. 22 kwietnia 1971  w Uralsku) – kazachska biegaczka narciarska. Była uczestniczką mistrzostw świata w narciarstwie klasycznym w Thunder Bay (1995), Lahti (2001), Val di Fiemme (2003), Oberstdorfie (2005), Sapporo (2007) i Libercu (2009), a także zimowych igrzysk olimpijskich w Lillehammer (1994), Nagano (1998), Salt Lake City (2002), Turynie (2006) oraz Vancouver.

## Osiągnięcia

### Igrzyska olimpijskie
| Miejsce | Dzień     | Rok  | Miejscowość    | Konkurencja                            | Czas biegu  | Strata       | Zwyciężczyni         |
| ------- | --------- | ---- | -------------- | -------------------------------------- | ----------- | ------------ | -------------------- |
| 47.     | 13 lutego | 1994 | Lillehammer    | 15 km stylem dowolnym                  | 47:35,6 min | +7:51,1 min  | Manuela Di Centa     |
| 33.     | 15 lutego | 1994 | Lillehammer    | 5 km stylem klasycznym                 | 15:49,7 min | +1:40,9 min  | Lubow Jegorowa       |
| 38.     | 17 lutego | 1994 | Lillehammer    | 15 km bieg łączony                     | 47:01,8 min | +5:22,9 min  | Lubow Jegorowa       |
| 13      | 21 lutego | 1994 | Lillehammer    | Sztafeta 4 × 5 km                      | 57:12,5     | +6:00,5      | Rosja                |
| 21.     | 24 lutego | 1994 | Lillehammer    | 30 km stylem klasycznym (start masowy) | 1:31:43,1 h | +6:01,5 min  | Manuela Di Centa     |
| 57.     | 8 lutego  | 1998 | Hakuba         | 15 km stylem klasycznym (start masowy) | 55:34,0 min | +8:38,6 min  | Olga Daniłowa        |
| 29.     | 12 lutego | 2002 | Soldier Hollow | 10 km stylem klasycznym                | 30:27,3 min | +2:21,7 min  | Bente Skari          |
| 47.     | 15 lutego | 2002 | Soldier Hollow | 10 km bieg łączony                     | 27:21,8 min | +2:11,9 min  | Beckie Scott         |
| 11.     | 21 lutego | 2002 | Soldier Hollow | sztafeta 4 × 5 km                      | 51:52,2 min | +2:21,6 min  | Niemcy               |
| 32.     | 24 lutego | 2002 | Soldier Hollow | 30 km stylem klasycznym (start masowy) | 1:43:37,6 h | +12:40,5 min | Gabriella Paruzzi    |
| 42.     | 16 lutego | 2006 | Pragelato      | 10 km stylem klasycznym                | 31:04,4 min | +3:13,0 min  | Kristina Šmigun-Vähi |
| 45.     | 17 lutego | 2010 | Whistler       | sprint stylem klasycznym               | 4:01,35 min |              | Marit Bjørgen        |

### Mistrzostwa świata
| Miejsce | Dzień     | Rok  | Miejscowość   | Konkurencja                            | Czas biegu  | Strata      | Zwyciężczyni        |
| ------- | --------- | ---- | ------------- | -------------------------------------- | ----------- | ----------- | ------------------- |
| 45.     | 10 marca  | 1995 | Thunder Bay   | 15 km stylem klasycznym                | 48:53,6 min | +7:26,1 min | Łarisa Łazutina     |
| 41.     | 12 marca  | 1995 | Thunder Bay   | 5 km stylem klasycznym                 | 17:18,7 min | +1:55,0 min | Łarisa Łazutina     |
| 53.     | 14 marca  | 1995 | Thunder Bay   | 15 km bieg łączony                     | 49:23,6 min | +6:04,0 min | Łarisa Łazutina     |
| 42.     | 15 lutego | 2001 | Lahti         | 15 km stylem klasycznym                | 49:22,2 min | +5:27,4 min | Bente Skari         |
| 27.     | 20 lutego | 2001 | Lahti         | 10 km stylem klasycznym                | 29:29,9 min | +2:34,4 min | Bente Skari         |
| 46.     | 21 lutego | 2001 | Lahti         | sprint stylem dowolnym                 |             |             | Pirjo Manninen      |
| 37.     | 18 lutego | 2003 | Val di Fiemme | 15 km stylem klasycznym (start masowy) | 43:56,0 min | +4:15,1 min | Bente Skari         |
| 36.     | 20 lutego | 2003 | Val di Fiemme | 10 km stylem klasycznym                | 28:18,8 min | +2:31,8 min | Bente Skari         |
| 4.      | 24 lutego | 2003 | Val di Fiemme | sztafeta 4 × 5 km                      | 52:13,0 min | +1:18,3 min | Niemcy              |
| 40.     | 26 lutego | 2003 | Val di Fiemme | sprint stylem dowolnym                 |             |             | Marit Bjørgen       |
| 43.     | 19 lutego | 2005 | Oberstdorf    | 15 km bieg łączony                     | 47:15,1 min | +4:58,3 min | Julija Czepałowa    |
| 7.      | 21 lutego | 2005 | Oberstdorf    | sztafeta 4 × 5 km                      | 59:21,2 min | +2:05,5 min | Norwegia            |
| 26.     | 22 lutego | 2005 | Oberstdorf    | sprint stylem klasycznym               |             |             | Emelie Öhrstig      |
| 42.     | 22 lutego | 2007 | Sapporo       | sprint stylem klasycznym               | 3:08,19 min |             | Astrid Jacobsen     |
| 11.     | 1 marca   | 2007 | Sapporo       | sztafeta 4 × 5 km                      | 56:54,0 min | +2:35,4 min | Finlandia           |
| 29.     | 3 marca   | 2007 | Sapporo       | 30 km stylem klasycznym (start masowy) | 1:38:27,4 h | +8:40,3 min | Virpi Kuitunen      |
| 39.     | 19 lutego | 2009 | Liberec       | 10 km stylem klasycznym                | 31:11,4 min | +2:58,6 min | Aino-Kaisa Saarinen |